# Nùng (etnia)
Os Nùng são uma minoria étnica no Vietnã. Na China, os Nùng, junto com os Tay, são classificados como povo Zhuang.